# Massacre de Pyle
Guerre d'indépendance des États-Unis
Batailles
Théâtre sud de la guerre d'indépendance des États-Unis (1780-1782)
- Siège de Charleston
- Monck's Corner
- Lenud's Ferry
- Waxhaws
- Mobley's Meeting House
- Ramsour's Mill
- Huck's Defeat
- Colson's Mill
- Rocky Mount
- Hanging Rock
- Camden
- Fishing Creek
- Musgrove Mill
- Wahab's Plantation
- Black Mingo
- Charlotte
- Kings Mountain
- Shallow Ford
- Fishdam Ford
- Blackstock's Farm
- Cowpens
- Cowan's Ford
- Torrence's Tavern
- Massacre de Pyle
- Wetzell's Mill
- Guilford Court House
- Fort Watson
- Hobkirk's Hill
- Fort Motte
- Augusta
- Ninety-Six
- House in the Horseshoe
- Chesapeake
- Eutaw Springs
- Lindley's Mill
- Yorktown
- Videau's Bridge
- Baie d'Hudson
- Combahee River

Le massacre de Pyle (parfois appelé bataille de Haw River) est une bataille de la guerre d’Indépendance américaine survenue à Orange County, en Caroline du Nord, le 24 février 1781, entre les troupes des milices Patriote et Loyaliste de Caroline du Nord.
Le colonel Lee, chef de la milice patriote, fit croire à la milice loyaliste dirigée par le Dr John Pyle qu’il était le commandant britannique Banastre Tarleton envoyé à leur rencontre. Les hommes de Lee ouvrirent alors le feu, surprenant et dispersant la force de Pyle en faisant 93 morts et 250 blessés. Les fusiliers d’Andrew Pickens firent également partie de l’attaque.